# جف گرینبرگ
جف گرینبرگ (انگلیسی: Jeff Greenberg؛ زادهٔ ۲۱ دسامبر ۱۹۵۴) روان‌شناس، استاد روان‌شناسی اجتماعی در دانشگاه آریزونا اهل ایالات متحده آمریکا است. او برای ابداع مفهوم نظریه مدیریت وحشت، با دو تن از همکارانش، شلدون سولومون و تام پیشزینسکی، قابل توجه است.
جف گرینبرگ همچنین در مستند پرواز از مرگ در سال ۲۰۰۳، فیلمی است که به بررسی رابطه خشونت انسانی با ترس از مرگ، به عنوان تأثیرات ناخودآگاه می‌پردازد.